# Autoridad Territorial del Transporte de Guipúzcoa
La Autoridad Territorial del Transporte de Guipúzcoa (ATTG) —en euskera, Gipuzkoako Garraioaren Lurralde Agintaritza (GGLA)— habitualmente referida como "TGG" (de Transporte+Gipuzkoa+Garraioa), es un consorcio de diversas instituciones públicas cuya misión es coordinar la actividad de los distintos prestadores de servicios de transporte público que operan en dicho territorio histórico del País Vasco (España). Su sede está ubicada en San Sebastián.
Uno de los principales objetivos o ámbitos de actuación del ente es el de la plena integración tarifaria de los transportes colectivos guipuzcoanos, de cualquier tipo (tren y autobús, en su mayoría) y dentro de los límites de la provincia, mediante la regulación del billete ocasional y lo que las instituciones públicas han promocionado frecuentemente como el billete único. Esta iniciativa se desarrolla hoy a través del sistema MUGI, que incluye en una sola zonificación de tarifas a todas las compañías adheridas al mismo, al tiempo que reduce el precio del trayecto ocasional (aumenta la bonificación) a medida que el usuario emplea el transporte público, conforme avanza cada mes. Para ello, las personas acceden a los servicios de movilidad mediante un soporte de pago único para los transportes integrados en el sistema: la tarjeta MUGI —sucesora de la antigua tarjeta Lurraldebus introducida en 2007— la cual se puede utilizar ya en la totalidad de líneas existentes, como las de Euskotren Trena, Lurraldebus, Dbus o Renfe Cercanías, entre otros.
Desde 2019, con la inclusión plena de Renfe Cercanías en el sistema, se sigue ya la tarificación única, siendo posible pagar el mismo precio por trayectos entre dos puntos cualesquiera del territorio, independientemente del transporte elegido y los transbordos realizados.

## Entes consorciadas
Las entes consorciadas de la Autoridad Territorial del Transporte de Guipúzcoa son las siguientes: Gobierno Vasco (45%), Diputación Foral de Guipúzcoa (45%), Ayuntamiento de San Sebastián (5%), Ayuntamiento de Irún (1,231%), Ayuntamiento de Rentería (0,767%), Ayuntamiento de Éibar (0,538%), Ayuntamiento de Zarauz (0,455%), Ayuntamiento de Mondragón (0,428%), Ayuntamiento de Hernani (0,399%), Ayuntamiento de Tolosa (0,387%), Ayuntamiento de Lasarte-Oria (0,370%), Ayuntamiento de Oñate (0,224%) y Ayuntamiento de Oyarzun (0,201%).

## Medios de transporte adheridos al sistema MUGI
- En Guipúzcoa:
  - Autobuses interurbanos de Guipúzcoa (Lurraldebus).
  - Autobuses urbanos de San Sebastián (Dbus), Irún (Irunbus), Hernani, Lasarte-Oria, Mondragón, Rentería, Oyarzun, Zarauz, Oñate, Éibar y Tolosa.
  - Euskotren Trena y la línea de Renfe Cercanías de San Sebastián.
  - Motora de Pasajes.

- En Vizcaya:
  - Euskotren Trena y Tranvía de Bilbao.
  - Metro de Bilbao.
  - Funicular de Larreineta.

- En Álava:
  - Autobuses interurbanos de Álava (Alavabus).
  - Autobuses urbanos de Vitoria (TUVISA).
  - Tranvía de Vitoria.